# Sturnella superciliaris
Sturnella superciliaris là một loài chim trong họ Icteridae.